# 黒い落日

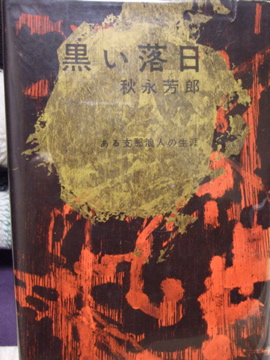
「黒い落日」表紙

『黒い落日』（くろいらくじつ）は1965年に秋永芳郎によって書かれた歴史小説。東都書房より出版。満州皇帝溥儀の信任あつく侍衛長を拝命して活躍した志士・工藤忠の波乱にみちた半生を小説化した長編。
副島隆彦は「最初は特に思想は無いが、止むにやまれぬ思いで国を飛び出した、支那浪人に憧れる当時の若者の感じは良く出ている。厳密には馬賊ものではないが、かなり面白いです」と評している。